# Dom Handlowy Braci Freymann
Dom Handlowy Braci Freymann – powstał w latach 1903–1905, w Gdańsku, a jego założycielem był Caspar Freymann. Współpracował z bratem Mosesem w założonej przez siebie firmie o nazwie Gebrüder Freymann. Bracia prowadzili tam handel detaliczny towarami przemysłowymi w kamienicy przy Kohlenmarkt 29. W późniejszych latach powstał tam dom towarowy z artykułami przemysłowymi tej samej firmy. Był on inspirowany podobnymi sklepami, które wtedy istniały w Europie Zachodniej. W 1913 zmarł brat Moses, a Kaspar został jedynym właścicielem firmy i przekształcił ją w spółkę z o.o. Po roku 1920 właścicielami zostali spadkobiercy Braci Freymann. Jako właściciel w roku 1924 wystąpił Max Emden. Po 1 września 1939 przedsiębiorstwo zostało przejęte przez skarb państwa jako mienie pożydowskie, nazwę firmy i sklepu utrzymano jednak do roku 1945. Budynek domu towarowego został zniszczony w 1945 roku. 